# Zhang Liangliang
Zhang Liangliang (né le 1er octobre 1982 en Anhui) est un escrimeur chinois, qui tire au fleuret.

## Carrière
Il a été champion du monde par équipes à deux reprises. Il est vice-champion du monde à Leipzig en 2005.